# Eunapius carteri
Eunapius carteri är en svampdjursart som först beskrevs av James Scott Bowerbank 1863.  Eunapius carteri ingår i släktet Eunapius och familjen Spongillidae. Inga underarter finns listade i Catalogue of Life.